# Pegia
Pegia é um género botânico pertencente à família Anacardiaceae.
1. ↑  «Pegia — World Flora Online». www.worldfloraonline.org. Consultado em 19 de agosto de 2020